# اصلان‌بیگ صفی‌کردسکی
اصلان‌بیگ صفی‌کردسکی یا اصلان‌بیگ صفی‌کردلی (ترکی آذربایجانی: Aslan bəy Səfikürdski Ağalar bəy oğlu) سردمدار آذربایجانی بود، که در سال‌های مختلف مسئولیت وزارت دادگستری و نیز وزارت ارتباطات جمهوری دمکراتیک آذربایجان را به عهده داشت. وی همچنین عضو شورا ملی و مجلس ملی بعدی بود.

## زندگی‌نامه
اصلان‌بیگ صفی‌کردسکی در سال ۱۸۸۱، در صفی‌کرد در امپراتوری روسیه زاده شد. پس از اتمام تحصیلات خود در دانشسرای عالی گنجه برای ادامه تحصیل راه سپار سن پترزبورگ شده و آنجا در دانشگاه دولتی سن پترزبورگ درس خواند. در سال ۱۹۰۵، از دانشکده حقوق دانشگاه یادشده دانش‌آموخته شد و به گنجه برگشت. اینجا رئیس مشترک «بنیاد خیریه مسلمانان» و همچنین رئیس «انجمن بازیگران» انتخاب شد.
اصلان‌بیگ صفی‌کردسکی صدارت سمت‌هایی مانند دادستانی کل «الیزابت‌پل» و شوشی را در کارنامه خود دارد.

## کارنامه سیاسی
همزمان با تأسیس جمهوری دمکراتیک آذربایجان، اصلان‌بیگ صفی‌کردسکی عضو «کمیته اجرایی استان الیزابت‌پل» شد. او به همراه رئیس حزب مساوات، محمدامین رسول‌زاده، و نیز خلیل‌بیگ خاصمحمدف و «اکبرآقا شیخ‌الاسلامف» از اعضای هیئت دیپلماتیک بودند، که جهت ایجاد اتحاد با امپراتوری عثمانی به همایش برگزار شده در استانبول به تاریخ ۱۸ ژوئن سال ۱۹۱۸ اعزام شده بود. زمانی که کابینه سوم جمهوری دمکراتیک آذربایجان در ۲۶ دسامبر سال ۱۹۱۸ تشکیل شد، او به عنوان وزیر ارتباطات منصوب گردید. این هیئت دولت در ۱۴ مارس ۱۹۱۹ منحل شد. با کشل‌گیری چهارمین کابینه جمهوری دمکراتیک، صفی‌کردسکی به زمامداری وزارت کار و بعد دادگستری رسید. از او همیشه به خاطر اصلاحاتاتش در زمینه کار و افزایش حقوق کارمندان دولتی تمجید می‌شود.
پس از سقوط جمهوری دمکراتیک آذربایجان و استقرار نظام شوروی در ۲۸ آوریل سال ۱۹۲۰، اصلان‌بیگ صفی‌کردسکی در پست‌های مختلفی مشغول به کار شد، از جمله معاونت وزارت دادگستری آذربایجان شوروی و مشاورت حقوقی سازمان «Azeroil». او پس از تحمل بیماری طولانی مدت، در سال ۱۹۳۷ درگذشت.